# Myrmarachne pinoysorum
Myrmarachne pinoysorum là một loài nhện trong họ Salticidae.
Loài này thuộc chi Myrmarachne. Myrmarachne pinoysorum được Alberto Barrion & James A. Litsinger miêu tả năm 1995.